# Ballspielverein Borussia 09 Dortmund 2015-2016
Questa voce raccoglie le informazioni riguardanti il Ballspielverein Borussia 09 Dortmund nelle competizioni ufficiali della stagione 2015-2016.

## Stagione
Dopo aver chiuso la stagione 2014-15 al settimo posto in Bundesliga e aver raggiunto la finale della DFB-Pokal, persa poi per 1-3 contro il Wolfsburg, Jürgen Klopp lascia il Dortmund dopo 7 anni.
La nuova stagione si è aperta così con il cambio di panchina, affidata a Thomas Tuchel. L'ex allenatore del Magonza riesce a portare il Dortmund ai quarti di finale dell'edizione 2015-16 di UEFA Europa League venendo eliminato, tra l'altro, dal Liverpool dell'ex allenatore Klopp per 4-3 al 90'.
In Bundesliga Tuchel riesce a far tornare il Dortmund competitivo, riuscendo a contendere il primo posto al Bayern Monaco sino allo scontro diretto coi bavaresi, perso per 5-1 all'Allianz Arena. Al termine del campionato i gialloneri si classificano secondi.
Buona anche la prestazione nella DFB-Pokal dove il Dortmund arriva sino alla finale, persa contro il Bayern ai rigori.

## Maglie e sponsor
| Casa |  | Trasferta |  | Terza divisa |

## Organigramma societario
Area tecnica
- Allenatore: Thomas Tuchel
- Allenatore in seconda: Zeljko Buvač, Peter Krawietz
- Preparatori atletici: Andreas Schlumberger, Andreas Beck, Florian Wangler
- Preparatore dei portieri: Wolfgang de Beer

Area sanitaria
- Medici sociali: Markus Braun

## Rosa
| N. |                          | Ruolo | Calciatore                |
| -- | ------------------------ | ----- | ------------------------- |
| 1  | Germania (bandiera)      | P     | Roman Weidenfeller        |
| 3  | Corea del Sud (bandiera) | D     | Park Joo-ho               |
| 4  | Serbia (bandiera)        | D     | Neven Subotić             |
| 6  | Germania (bandiera)      | C     | Sven Bender               |
| 8  | Germania (bandiera)      | C     | İlkay Gündoğan            |
| 10 | Armenia (bandiera)       | C     | Henrix Mxit'aryan         |
| 11 | Germania (bandiera)      | A     | Marco Reus                |
| 14 | Germania (bandiera)      | C     | Moritz Leitner            |
| 15 | Germania (bandiera)      | D     | Mats Hummels (capitano)   |
| 17 | Gabon (bandiera)         | A     | Pierre-Emerick Aubameyang |
| 18 | Turchia (bandiera)       | C     | Nuri Şahin                |
| 20 | Colombia (bandiera)      | A     | Adrián Ramos              |

| N. |                        | Ruolo | Calciatore                |
| -- | ---------------------- | ----- | ------------------------- |
| 22 | Stati Uniti (bandiera) | C     | Christian Pulisic         |
| 23 | Giappone (bandiera)    | C     | Shinji Kagawa             |
| 25 | Grecia (bandiera)      | D     | Sōkratīs Papastathopoulos |
| 26 | Polonia (bandiera)     | D     | Łukasz Piszczek           |
| 27 | Germania (bandiera)    | C     | Gonzalo Castro            |
| 28 | Germania (bandiera)    | C     | Matthias Ginter           |
| 29 | Germania (bandiera)    | D     | Marcel Schmelzer          |
| 30 | Germania (bandiera)    | D     | Felix Passlack            |
| 33 | Germania (bandiera)    | C     | Julian Weigl              |
| 37 | Germania (bandiera)    | D     | Erik Durm                 |
| 38 | Svizzera (bandiera)    | P     | Roman Bürki               |
| 39 | Germania (bandiera)    | P     | Hendrik Bonmann           |

## Risultati

### Bundesliga

#### Girone di andata
| Arbitro: | Stieler |

|                                             |           |  |
| Reus 15’ Aubameyang 21’ Mxit'aryan 33’, 50’ | Marcatori |  |

| Arbitro: | Dingert |

|  |           |                                                        |
|  | Marcatori | 55’ Ginter 60’ (rig.) Reus 84’ Kagawa 90+1’ Aubameyang |

| Arbitro: | Winkmann |

|                                        |           |           |
| Hummels 27’ Aubameyang 51’ Ramos 90+3’ | Marcatori | 78’ Kalou |

| Arbitro: | Siebert |

|                  |           |                                                                    |
| Sobiech 18’, 53’ | Marcatori | 35’ (rig.), 85’ (rig.) Aubameyang 44’ Mxit'aryan 67’ (aut.) Felipe |

| Arbitro: | Aytekin |

|                                              |           |  |
| Hofmann 19’ Kagawa 58’ Aubameyang 74’ (rig.) | Marcatori |  |

| Arbitro: | Welz |

|          |           |                |
| Rudy 42’ | Marcatori | 55’ Aubameyang |

| Arbitro: | Hartmann |

|                     |           |                     |
| Aubameyang 63’, 71’ | Marcatori | 17’ Heller 90’ Sulu |

| Arbitro: | Fritz |

|                                                       |           |                |
| Müller 26’, 35’ (rig.) Lewandowski 46’, 58’ Götze 66’ | Marcatori | 37’ Aubameyang |

| Arbitro: | Stieler |

|  |           |                         |
|  | Marcatori | 18’ Reus 82’ Mxit'aryan |

| Arbitro: | Gräfe |

|                                          |           |               |
| Aubameyang 18’, 85’, 90+1’ Reus 21’, 33’ | Marcatori | 49’ Bobadilla |

| Arbitro: | Welz |

|          |           |                             |
| Ujah 32’ | Marcatori | 9’, 72’ Reus 44’ Mxit'aryan |

| Arbitro: | Brych |

|                                      |           |                    |
| Kagawa 30’ Ginter 43’ Aubameyang 47’ | Marcatori | 33’, 71’ Huntelaar |

| Arbitro: | Zwayer |

|                                                  |           |                |
| Lasogga 19’ (rig.) Holtby 41’ Hummels 55’ (aut.) | Marcatori | 86’ Aubameyang |

| Arbitro: | Gräfe |

|                                                        |           |            |
| Castro 3’ Aubameyang 19’, 90+1’ Niedermeier 65’ (aut.) | Marcatori | 40’ Didavi |

| Arbitro: | Stieler |

|                        |           |                       |
| Rodríguez 90+1’ (rig.) | Marcatori | 32’ Reus 90+3’ Kagawa |

| Arbitro: | Dingert |

|                                                     |           |          |
| Mxit'aryan 24’ Aubameyang 57’ Hummels 61’ Ramos 86’ | Marcatori | 6’ Meier |

| Arbitro: | Kircher |

|                        |           |                      |
| Zoller 82’ Modeste 90’ | Marcatori | 18’ Papastathopoulos |

#### Girone di ritorno
| Arbitro: | Brych |

|             |           |                                      |
| Raffael 58’ | Marcatori | 41’ Reus 50’ Mxit'aryan 75’ Gündoğan |

| Arbitro: | Winkmann |

|                     |           |  |
| Aubameyang 77’, 86’ | Marcatori |  |

| Olympiastadion 6 febbraio 2016, ore 15:30 CEST 20ª giornata | Hertha Berlino | 0 – 0 referto | Borussia Dortmund | Signal Iduna Park (74.244 spett.)\| Arbitro: \| Fritz \| |
| Arbitro:                                                    | Fritz          |               |                   |                                                          |

| Arbitro: | Perl |

|                |           |  |
| Mxit'aryan 57’ | Marcatori |  |

| Arbitro: | Zwayer |

|  |           |                |
|  | Marcatori | 64’ Aubameyang |

| Arbitro: | Sippel |

|                                           |           |          |
| Mxit'aryan 80’ Ramos 85’ Aubameyang 90+2’ | Marcatori | 25’ Rudy |

| Arbitro: | Gräfe |

|  |           |                    |
|  | Marcatori | 25’ Ramos 53’ Durm |

| Dortmund 5 marzo 2016, ore 18:30 CEST 25ª giornata | Borussia Dortmund | 0 – 0 referto | Bayern Monaco | Signal Iduna Park (81.359 spett.)\| Arbitro: \| Stieler \| |
| Arbitro:                                           | Stieler           |               |               |                                                            |

| Arbitro: | Aytekin |

|                     |           |  |
| Reus 30’ Kagawa 73’ | Marcatori |  |

| Arbitro: | Dingert |

|                 |           |                                     |
| Finnbogason 16’ | Marcatori | 45’ Mxit'aryan 69’ Castro 75’ Ramos |

| Arbitro: | Welz |

|                                     |           |                          |
| Aubameyang 53’ Kagawa 77’ Ramos 82’ | Marcatori | 69’ Gálvez 74’ Junuzović |

| Arbitro: | Zwayer |

|                               |           |                       |
| Sané 51’ Huntelaar 66’ (rig.) | Marcatori | 49’ Kagawa 56’ Ginter |

| Arbitro: | Fritz |

|                            |           |  |
| Pulisic 38’ Ramos 44’, 86’ | Marcatori |  |

| Arbitro: | Siebert |

|  |           |                                       |
|  | Marcatori | 21’ Kagawa 45’ Pulisic 56’ Mxit'aryan |

| Arbitro: | Hartmann |

|                                                 |           |              |
| Kagawa 7’ Ramos 9’ Reus 59’ Aubameyang 77’, 78’ | Marcatori | 86’ Schürrle |

| Arbitro: | Siebert |

|            |           |  |
| Aigner 14’ | Marcatori |  |

| Arbitro: | Weiner |

|                     |           |                       |
| Castro 11’ Reus 75’ | Marcatori | 27’ Modeste 43’ Jojić |

### Coppa di Germania
| Arbitro: | Sippel |

|  |           |                               |
|  | Marcatori | 25’ Aubameyang 82’ Mxit'aryan |

| Arbitro: | Sippel |

|                                                                                      |           |           |
| Ramos 25’ Castro 30’, 58’ Kagawa 43’ Gündoğan 55’ (rig.) Piszczek 87’ Mxit'aryan 89’ | Marcatori | 21’ Lakić |

| Arbitro: | Gräfe |

|  |           |                               |
|  | Marcatori | 61’ Aubameyang 66’ Mxit'aryan |

| Arbitro: | Stieler |

|          |           |                                       |
| Rupp 21’ | Marcatori | 5’ Reus 31’ Aubameyang 89’ Mxit'aryan |

| Arbitro: | Aytekin |

|  |           |                                    |
|  | Marcatori | 21’ Castro 75’ Reus 83’ Mxit'aryan |

| Arbitro: | Fritz |

|                                        |                      |                                                |
| Vidal Lewandowski Kimmich Müller Costa | Tiri di rigore 4 – 3 | Kagawa Bender Papastathopoulos Aubameyang Reus |

### Europa League

#### Turni preliminari
| Arbitro: | Massa |

|  |           |             |
|  | Marcatori | 16’ Hofmann |

| Arbitro: | Avram |

|                                                  |           |  |
| Reus 48’ Aubameyang 64’ Mxit'aryan 73’, 82’, 86’ | Marcatori |  |

| Arbitro: | Sousa |

|                                      |           |                                               |
| Samuelsen 1’ Nordkvelle 19’ Ruud 22’ | Marcatori | 34’, 76’ Aubameyang 47’ Kagawa 85’ Mxit'aryan |

| Arbitro: | Aranovskiy |

|                                                                |           |                        |
| Mxit'aryan 25’ Reus 27’, 32’, 57’ Kagawa 40’, 90’ Gündoğan 51’ | Marcatori | 19’ Halvorsen 64’ Berg |

#### Fase a gironi
| Arbitro: | Liany |

|                     |           |            |
| Ginter 45’ Park 90’ | Marcatori | 12’ Mamaev |

| Arbitro: | Taylor |

|         |           |            |
| Mak 34’ | Marcatori | 72’ Castro |

| Arbitro: | Bebek |

|          |           |                          |
| Dodô 90’ | Marcatori | 31’, 38’, 72’ Aubameyang |

| Arbitro: | Delférière |

|                                                          |           |  |
| Reus 28’ Aubameyang 45’ Zenjov 67’ (aut.) Mxit'aryan 70’ | Marcatori |  |

| Arbitro: | Gözübüyük |

|                  |           |  |
| Mamaev 2’ (rig.) | Marcatori |  |

| Arbitro: | Gestranius |

|  |           |         |
|  | Marcatori | 33’ Mak |

#### Fase a eliminazione diretta
| Arbitro: | Banti |

|                      |           |  |
| Piszczek 6’ Reus 71’ | Marcatori |  |

| Arbitro: | Clattenburg |

|  |           |                     |
|  | Marcatori | 23’ (aut.) Casillas |

| Arbitro: | Çakır |

|                              |           |  |
| Aubameyang 30’ Reus 61’, 70’ | Marcatori |  |

| Arbitro: | Rizzoli |

|         |           |                     |
| Son 74’ | Marcatori | 24’, 71’ Aubameyang |

| Arbitro: | Carballo |

|             |           |           |
| Hummels 48’ | Marcatori | 36’ Origi |

| Arbitro: | Çakır |

|                                             |           |                                      |
| Origi 48’ Coutinho 66’ Sakho 78’ Lovren 90’ | Marcatori | 5’ Mxit'aryan 9’ Aubameyang 57’ Reus |

## Statistiche

### Statistiche di squadra
| Competizione        | Punti | In casa | In casa | In casa | In casa | In casa | In casa | In trasferta | In trasferta | In trasferta | In trasferta | In trasferta | In trasferta | Totale | Totale | Totale | Totale | Totale | Totale | DR  |
| Competizione        | Punti | G       | V       | N       | P       | Gf      | Gs      | G            | V            | N            | P            | Gf           | Gs           | G      | V      | N      | P      | Gf     | Gs     | DR  |
| ------------------- | ----- | ------- | ------- | ------- | ------- | ------- | ------- | ------------ | ------------ | ------------ | ------------ | ------------ | ------------ | ------ | ------ | ------ | ------ | ------ | ------ | --- |
| Bundesliga          | 78    | 17      | 14      | 3       | 0       | 49      | 14      | 17           | 10           | 3            | 4            | 33           | 20           | 34     | 24     | 6      | 4      | 82     | 34     | +48 |
| Coppa di Germania   | -     | 1       | 1       | 0       | 0       | 7       | 1       | 5            | 4            | 1            | 0            | 10           | 1            | 6      | 5      | 1      | 0      | 17     | 2      | +15 |
| Europa League Qual. | -     | 2       | 2       | 0       | 0       | 12      | 2       | 2            | 2            | 0            | 0            | 5            | 3            | 4      | 4      | 0      | 0      | 17     | 5      | +12 |
| Europa League       | -     | 6       | 4       | 1       | 1       | 12      | 3       | 6            | 3            | 1            | 2            | 10           | 8            | 12     | 7      | 2      | 3      | 22     | 11     | +11 |
| Totale              | -     | 26      | 21      | 4       | 1       | 80      | 20      | 30           | 19           | 5            | 6            | 58           | 32           | 56     | 40     | 9      | 7      | 138    | 52     | +86 |

### Andamento in campionato
| Giornata  | 1 | 2 | 3 | 4 | 5 | 6 | 7 | 8 | 9 | 10 | 11 | 12 | 13 | 14 | 15 | 16 | 17 | 18 | 19 | 20 | 21 | 22 | 23 | 24 | 25 | 26 | 27 | 28 | 29 | 30 | 31 | 32 | 33 | 34 |
| --------- | - | - | - | - | - | - | - | - | - | -- | -- | -- | -- | -- | -- | -- | -- | -- | -- | -- | -- | -- | -- | -- | -- | -- | -- | -- | -- | -- | -- | -- | -- | -- |
| Luogo     | C | T | C | T | C | T | C | T | T | C  | T  | C  | T  | C  | T  | C  | T  | T  | C  | T  | C  | T  | C  | T  | C  | C  | T  | C  | T  | C  | T  | C  | T  | C  |
| Risultato | V | V | V | V | V | N | N | P | V | V  | V  | V  | P  | V  | V  | V  | P  | V  | V  | N  | V  | V  | V  | V  | N  | V  | V  | V  | N  | V  | V  | V  | P  | N  |
| Posizione | 2 | 1 | 1 | 1 | 1 | 2 | 2 | 2 | 2 | 2  | 2  | 2  | 2  | 2  | 2  | 2  | 2  | 2  | 2  | 2  | 2  | 2  | 2  | 2  | 2  | 2  | 2  | 2  | 2  | 2  | 2  | 2  | 2  | 2  |

Legenda:

Luogo: C = Casa; T = Trasferta. Risultato: V = Vittoria; N = Pareggio; P = Sconfitta.

### Statistiche dei giocatori
| Giocatore           | Bundesliga | Bundesliga | Bundesliga  | Bundesliga | Coppa di Germania | Coppa di Germania | Coppa di Germania | Coppa di Germania | Europa League Qual. | Europa League Qual. | Europa League Qual. | Europa League Qual. | Europa League | Europa League | Europa League | Europa League | Totale   | Totale | Totale      | Totale     |
| Giocatore           | Presenze   | Reti       | Ammonizioni | Espulsioni | Presenze          | Reti              | Ammonizioni       | Espulsioni        | Presenze            | Reti                | Ammonizioni         | Espulsioni          | Presenze      | Reti          | Ammonizioni   | Espulsioni    | Presenze | Reti   | Ammonizioni | Espulsioni |
| ------------------- | ---------- | ---------- | ----------- | ---------- | ----------------- | ----------------- | ----------------- | ----------------- | ------------------- | ------------------- | ------------------- | ------------------- | ------------- | ------------- | ------------- | ------------- | -------- | ------ | ----------- | ---------- |
| H. Bonmann          | -          | -          | -           | -          | -                 | -                 | -                 | -                 | -                   | -                   | -                   | -                   | -             | -             | -             | -             | -        | -      | -           | -          |
| R. Bürki            | 33         | 0          | 1           | 0          | 6                 | 0                 | 0                 | 0                 | 1                   | 0                   | 0                   | 0                   | 2             | 0             | 1             | 0             | 42       | 0      | 2           | 0          |
| R. Weidenfeller     | 1          | 0          | 0           | 0          | -                 | -                 | -                 | -                 | 3                   | 0                   | 0                   | 0                   | 10            | 0             | 1             | 0             | 14       | 0      | 1           | 0          |
| S. Bender           | 19         | 0          | 1           | 0          | 5                 | 0                 | 0                 | 0                 | 3                   | 0                   | 0                   | 0                   | 8             | 0             | 2             | 0             | 35       | 0      | 3           | 0          |
| E. Durm             | 14         | 1          | 2           | 0          | 3                 | 0                 | 0                 | 0                 | -                   | -                   | -                   | -                   | 3             | 0             | 0             | 0             | 20       | 1      | 2           | 0          |
| P. Fritsch          | -          | -          | -           | -          | -                 | -                 | -                 | -                 | -                   | -                   | -                   | -                   | -             | -             | -             | -             | -        | -      | -           | -          |
| M. Ginter           | 24         | 3          | 0           | 0          | 5                 | 0                 | 0                 | 0                 | 2                   | 0                   | 0                   | 0                   | 9             | 1             | 0             | 0             | 40       | 4      | 0           | 0          |
| M. Hummels          | 30         | 2          | 1           | 0          | 6                 | 0                 | 1                 | 0                 | 4                   | 0                   | 1                   | 0                   | 10            | 1             | 2             | 0             | 50       | 3      | 5           | 0          |
| S. Papastathopoulos | 25         | 1          | 5           | 0          | 5                 | 0                 | 2                 | 0                 | 4                   | 0                   | 0                   | 0                   | 6             | 0             | 2             | 0             | 40       | 1      | 9           | 0          |
| J. Park             | 5          | 0          | 0           | 0          | -                 | -                 | -                 | -                 | -                   | -                   | -                   | -                   | 4             | 1             | 0             | 0             | 9        | 1      | 0           | 0          |
| Ł. Piszczek         | 20         | 0          | 3           | 0          | 6                 | 1                 | 1                 | 0                 | 3                   | 0                   | 0                   | 0                   | 9             | 1             | 1             | 0             | 38       | 2      | 5           | 0          |
| M. Schmelzer        | 26         | 0          | 2           | 0          | 6                 | 0                 | 0                 | 0                 | 4                   | 0                   | 0                   | 0                   | 11            | 0             | 1             | 0             | 47       | 0      | 3           | 0          |
| J. Stanković        | -          | -          | -           | -          | -                 | -                 | -                 | -                 | -                   | -                   | -                   | -                   | -             | -             | -             | -             | -        | -      | -           | -          |
| N. Subotić          | 6          | 0          | 2           | 0          | -                 | -                 | -                 | -                 | -                   | -                   | -                   | -                   | 5             | 0             | 1             | 0             | 11       | 0      | 3           | 0          |
| G. Castro           | 25         | 3          | 1           | 0          | 5                 | 3                 | 2                 | 0                 | 3                   | 0                   | 0                   | 0                   | 8             | 1             | 1             | 0             | 41       | 7      | 4           | 0          |
| İ. Gündoğan         | 25         | 1          | 1           | 0          | 5                 | 1                 | 0                 | 0                 | 4                   | 1                   | 0                   | 0                   | 6             | 0             | 1             | 0             | 40       | 3      | 2           | 0          |
| S. Kagawa           | 29         | 9          | 2           | 0          | 5                 | 1                 | 0                 | 0                 | 4                   | 3                   | 0                   | 0                   | 8             | 0             | 1             | 0             | 46       | 13     | 3           | 0          |
| M. Leitner          | 9          | 0          | 0           | 0          | 1                 | 0                 | 0                 | 0                 | -                   | -                   | -                   | -                   | 3             | 0             | 0             | 0             | 13       | 0      | 0           | 0          |
| H. Mxit'aryan       | 31         | 11         | 5           | 0          | 6                 | 5                 | 0                 | 0                 | 4                   | 5                   | 0                   | 0                   | 11            | 2             | 1             | 0             | 52       | 23     | 6           | 0          |
| F. Passlack         | 3          | 0          | 0           | 0          | -                 | -                 | -                 | -                 | -                   | -                   | -                   | -                   | -             | -             | -             | -             | 3        | 0      | 0           | 0          |
| N. Şahin            | 9          | 0          | 1           | 0          | -                 | -                 | -                 | -                 | -                   | -                   | -                   | -                   | 3             | 0             | 1             | 0             | 12       | 0      | 2           | 0          |
| J. Weigl            | 30         | 0          | 5           | 0          | 5                 | 0                 | 0                 | 0                 | 4                   | 0                   | 1                   | 0                   | 12            | 0             | 1             | 0             | 51       | 0      | 7           | 0          |
| P. Aubameyang       | 31         | 25         | 4           | 0          | 4                 | 3                 | 0                 | 0                 | 4                   | 3                   | 0                   | 0                   | 10            | 8             | 0             | 0             | 49       | 39     | 4           | 0          |
| C. Pulisic          | 9          | 2          | 1           | 0          | -                 | -                 | -                 | -                 | -                   | -                   | -                   | -                   | 3             | 0             | 0             | 0             | 12       | 2      | 1           | 0          |
| A. Ramos            | 27         | 9          | 0           | 0          | 3                 | 1                 | 0                 | 0                 | 1                   | 0                   | 0                   | 0                   | 8             | 0             | 0             | 0             | 39       | 10     | 0           | 0          |
| M. Reus             | 26         | 12         | 2           | 0          | 4                 | 2                 | 0                 | 0                 | 3                   | 4                   | 1                   | 0                   | 10            | 5             | 1             | 0             | 43       | 23     | 4           | 0          |
| J. Hofmann          | 7          | 1          | 0           | 0          | 1                 | 0                 | 0                 | 0                 | 3                   | 1                   | 0                   | 0                   | 3             | 0             | 0             | 0             | 14       | 2      | 0           | 0          |
| A. Januzaj          | 6          | 0          | 0           | 0          | 1                 | 0                 | 0                 | 0                 | -                   | -                   | -                   | -                   | 5             | 0             | 1             | 0             | 12       | 0      | 1           | 0          |
| K. Kampl            | 1          | 0          | 0           | 0          | -                 | -                 | -                 | -                 | 2                   | 0                   | 0                   | 0                   | -             | -             | -             | -             | 3        | 0      | 0           | 0          |
| P. Stenzel          | -          | -          | -           | -          | -                 | -                 | -                 | -                 | -                   | -                   | -                   | -                   | 1             | 0             | 0             | 0             | 1        | 0      | 0           | 0          |